# Malthinus kumejimensis
Malthinus kumejimensis là một loài bọ cánh cứng trong họ Cantharidae. Loài này được Sato miêu tả khoa học năm 1986.